# Trachycephalus mesophaeus
Espèce
Synonymes
- Hyla mesophaea Hensel, 1867
- Phrynohyas mesophaea (Hensel, 1867)

Statut de conservation UICN

 LC  : Préoccupation mineure
Trachycephalus mesophaeus est une espèce d'amphibiens de la famille des Hylidae.

## Répartition
Cette espèce est endémique du Brésil. Elle se rencontre jusqu'à 800 m d'altitude dans les États du Pernambouc, de l'Alagoas, du Sergipe, de Bahia, de l'Espírito Santo, du Minas Gerais, de Rio de Janeiro, de São Paulo, du Paraná, de Santa Catarina et du Rio Grande do Sul.

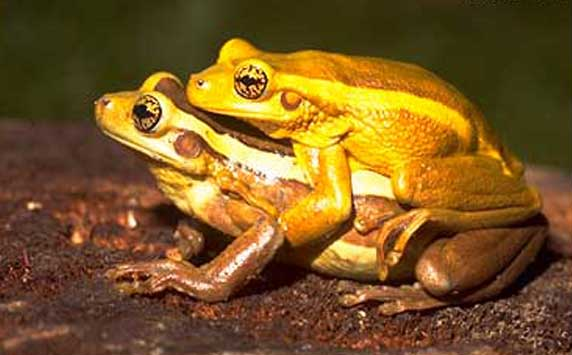
Trachycephalus mesophaeus

## Publication originale
- Hensel, 1867 : Beiträge zur Kenntniss der Wirbelthiere Südbrasiliens. Archiv Für Naturgeschichte, vol. 33, no 1, p. 120-162 (texte intégral).